# Óramutató

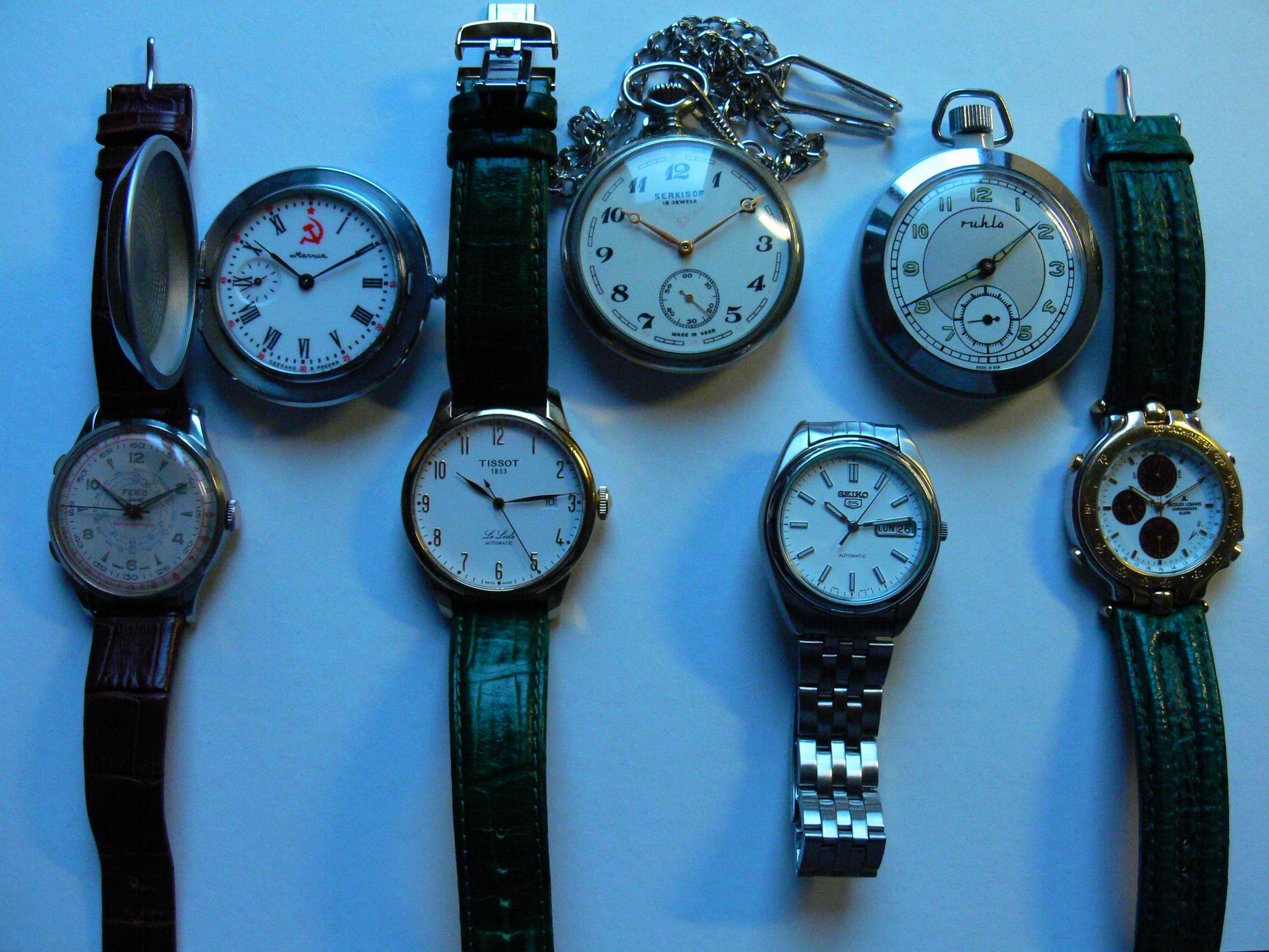
Különféle mechanikus órák

A mechanikus órákon a klasszikus óramutató feladata, hogy a jelölésekkel (római vagy arab számok, egyszerű vonalak, pontok, vagy semmi) ellátott óraszámlapon lehetővé tegye az idő múlásának meghatározását, ill. leolvasását. 
Általában egy egyszerű órán három darab van belőle. Ha központi másodperc kijelzésű az óra, akkor a kismutató az órát, a nagymutató a percet, míg a nagymutatóval kb. azonos hosszúságú, de eltérő színű és vékonyabb mutató a másodpercet mutatja. A nem központi másodpercmutatós óráknál a másodpercmutató általában a 6-os, a 9-es vagy a 12-es indexnél található, és mérete a másodperc segédszámlaphoz igazodik. Az ún. kronográf szerkezeteknél, és a stopper szerkezeteknél több ún. gyűjtő számlap, ill. részidő számlap található. Ezek mutatói változatos kivitelűek, de mindig igazodnak az adott számlaphoz, ill. harmóniában vannak az óra legapróbb részleteivel is. Néhány óra bemutatóként a képen látható.
Egyes kvarcórákat is úgy alakítottak ki, hogy mechanikus óramutatóval látták el, illetve létrehoztak olyat is, amin az „óramutatót” a kijelző imitálja. 